# Battaglia di Vuhledar
La battaglia di Vuhledar è stata una battaglia di grandi dimensioni tra le forze armate russe e ucraine per il controllo di Vuhledar, una città dell'oblast' di Donec'k, durante l'invasione russa dell'Ucraina.
I comandanti ucraini hanno descritto gli scontri come “la più grande battaglia di carri armati” del conflitto russo-ucraino fino a marzo 2023. Il primo sforzo russo per catturare la città ebbe luogo nei primi mesi del 2023 a seguito di un'avanzata attraverso l'area circostante Vuhledar l'anno precedente. Questo assalto in città e nei dintorni si è concluso con un fallimento, con perdite su larga scala e con il licenziamento del comandante Rustam Muradov, che aveva guidato l'attacco. Tentativi altrettanto infruttuosi su piccola scala di avanzare vicino alla città sono stati lanciati per tutto il 2023 e la prima metà del 2024.
Alla fine di agosto 2024 è avvenuto un nuovo sforzo su vasta scala da parte russa per catturare Vuhledar. Grazie al sostegno di avanzate simultanee verso la città da sud, da ovest e da est, le forze russe hanno quasi circondato Vuhledar entro la fine di settembre e hanno preso d'assalto la città stessa. Il 1º ottobre 2024 Vuhledar è stata catturata.

## Storia

### Preludio e prime schermaglie
All'inizio di marzo 2022, in seguito all'invasione russa dell'Ucraina, le forze russe e della Repubblica Popolare di Doneck catturarono la città di Volnovacha e iniziarono a consolidare l'assedio a Mariupol', collegandosi con le truppe dell'oblast' di Zaporižžja e conquistando di fatto gran parte dell'Ucraina meridionale. Dopo la perdita di Volnovacha, la 53ª Brigata meccanizzata ucraina si è ritirata a Vuhledar. Il 14 marzo l'esercito ucraino affermò che le forze armate russe stavano tentando di sfondare in direzione di Vuhledar. Il 6 aprile le forze russe avrebbero bombardato un centro di distribuzione di aiuti umanitari a Vuhledar, uccidendo 4 persone e ferendone altre 4. Il giorno successivo il capo dell'amministrazione militare dell'oblast' di Donec'k, Pavlo Kyrylenko, dichiarò che a Vuhledar erano in corso combattimenti.
Tre civili sarebbero stati uccisi dai bombardamenti russi a Vuhledar il 3 maggio. Un soldato ucraino fu ucciso da un bombardamento di artiglieria vicino a Vuhledar l'11 giugno. Il 21 giugno la 53ª Brigata ucraina riconquistò Pavlivka, villaggio a sud di Vuhledar, affermando di aver perso solo un soldato e tre feriti durante l'operazione di riconquista. Le forze avversarie sarebbero ammontate a circa 150 uomini, tra cui marines russi, dieci dei quali sarebbero stati fatti prigionieri, e forze secessioniste, “decine” dei cui uomini sarebbero stati uccisi in azione secondo gli ucraini. Il 10 agosto e il 21 settembre l'esercito ucraino affermò che le forze russe avrebbero bombardato Vuhledar. Il 27 e 28 agosto, ed il 28 settembre, l'esercito ucraino affermò che gli assalti russi a Pavlivka e Prečistіvka, entrambi vicino a Vuhledar, sarebbero stati respinti.

### Ottobre 2022 - gennaio 2023: cattura di Pavlivka e avvicinamento a Vuhledar
Secondo i blogger militari russi, nella notte tra il 28 e il 29 ottobre le forze russe avrebbero lanciato un assalto a Pavlivka da posizioni vicine ai villaggi di Egorіvka e Mikіl's'ke. Alcune fonti russe affermarono che le forze russe avrebbero sfondato le difese ucraine e sarebbero riuscite ad entrare nella periferia sud-orientale di Pavlivka. Dei 60 uomini di un plotone della 155ª Brigata fanteria di marina delle guardie russa, circa 40 furono uccisi e solo 8 sfuggirono a gravi ferite durante l'assalto alla città a fine ottobre.
Un blogger militare russo affermò che il 31 ottobre le forze russe avrebbero avuto il controllo di metà di Pavlivka. Daniil Beznosov, un funzionario della RPD, affermò il 1º novembre che le offensive in corso nei pressi di Pavlivka e Novomichajlіvka sarebbero state probabilmente destinate ad accerchiare le forze ucraine a Vuhledar. Il 2 novembre fonti russe affermarono che i combattimenti intorno a Pavlivka e Vuhledar erano "rallentati, ma non fermati". Secondo il corrispondente militare David Axe di Forbes, il 4 novembre la 155ª Brigata e la 40ª Brigata di fanteria di marina russa avrebbero subito 300 perdite durante gli assalti a Pavlivka. I membri della 155ª Brigata pubblicarono una lettera in cui criticavano il comandante Rustam Muradov e definivano "incomprensibile" l'offensiva su Pavlivka.
Contemporaneamente, il 2 novembre le forze russe colpirono infrastrutture a Vuhledar con missili e droni iraniani Shahed 136. Il 20 dicembre gli attacchi russi uccisero un civile a Vuhledar. Secondo Nazarij Kišak, un comandante della 72ª Brigata meccanizzata ucraina, in prima linea a Vuhledar, la sua unità, il 48º Battaglione, sarebbe riuscita a uccidere 11 russi il 26 dicembre, rispetto ai 400 in quattro giorni del mese precedente. Altri comandanti ucraini nella zona espressero preoccupazione per la stabilità della difesa della città, dato che i medici locali ricevevano fino a 60 vittime ucraine al giorno. La stessa fonte affermò che i russi avrebbero usato un mortaio pesante semovente 2S4 Tyulpan che, con i suoi 240 mm, sarebbe il più grande attualmente in uso. A dicembre, soldati della compagnia militare privata Patriot di Sergej Šojgu sarebbero stati avvistati per la prima volta vicino a Vuhledar.

### Prima battaglia (24 gennaio - 15 febbraio 2023)

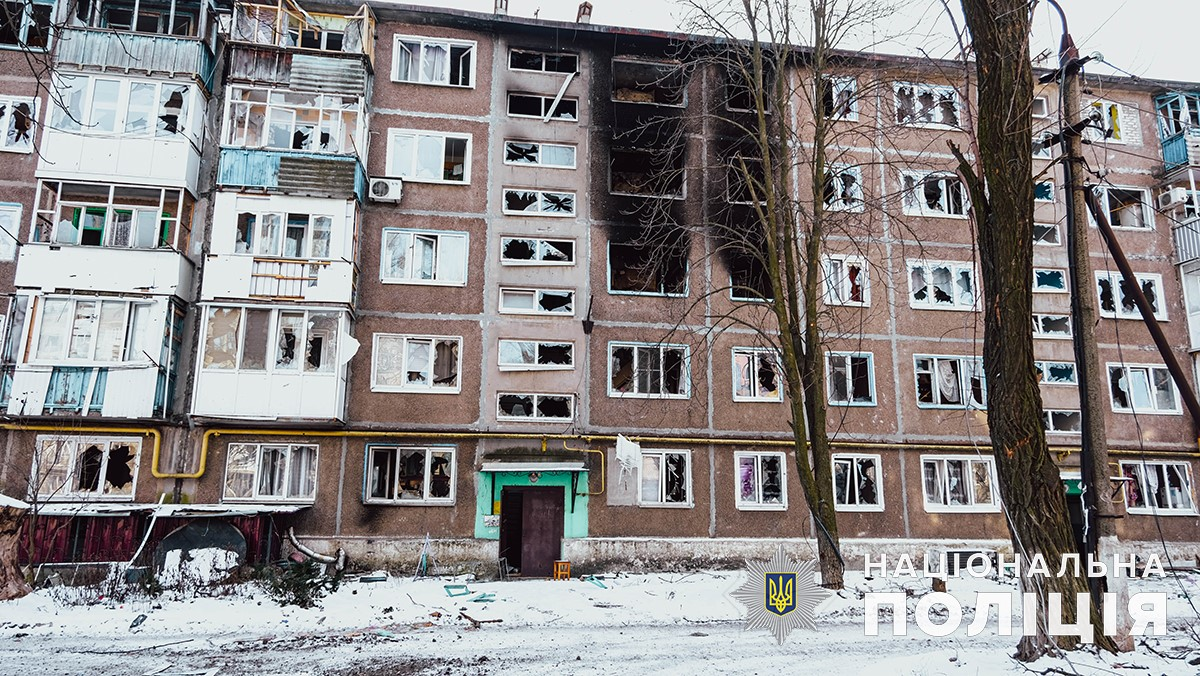
Edificio residenziale di Vuhledar nel febbraio 2023.

Il più grande assalto a Vuhledar di tutta la guerra iniziò la notte del 24 gennaio 2023. Il 25 gennaio il corrispondente di guerra Andrij Rudenko dichiarò che le truppe ucraine avrebbero perso la prima linea di difesa nei pressi della città e si sarebbero ritirate nel centro abitato.
Il 25 gennaio si verificarono offensive localizzate da parte delle forze russe, anche se l'intelligence britannica ritenne improbabile che gli attaccanti fossero in grado di mantenere il controllo del terreno conquistato. Il portavoce del Gruppo operativo-strategico "Chortycja", Serhij Čerevatyj, affermò che le truppe russe avrebbero sparato contro Vuhledar 322 volte il 26 gennaio, con 58 schermaglie localizzate. Le truppe ucraine respinsero gli attacchi russi alla parte occidentale della città il 26 gennaio, mentre le forze russe consolidarono alcune posizioni ad est. Čerevatyj affermò che 109 truppe russe sarebbero state uccise e 188 ferite. Lo stesso giorno il volontario e attivista bielorusso Eduard Lobau fu ucciso in azione combattendo vicino a Vuhledar.
Il 27 gennaio le forze russe bombardarono Vuhledar con un lanciarazzi multiplo termobarico TOS-1. Nei giorni successivi le forze russe subirono pesanti perdite in battaglia, con la 155ª Brigata fanteria di marina delle guardie che subì il maggior numero di perdite. Il 31 gennaio l'intelligence britannica affermò che era improbabile che l'avanzata russa a Vuhledar sarebbe progredita ulteriormente.
All'inizio di febbraio emersero video da Vuhledar che mostravano una colonna russa distrutta vicino alla città. Un assalto russo intorno al 6 febbraio vide 30 carri armati e altri mezzi pesanti distrutti dall'artiglieria ucraina. In un'intervista di RFE/RL i parenti dei soldati uccisi dichiararono che molti volontari tatari del Battaglione Alga (parte della 72ª Brigata fucilieri motorizzata, che in quel momento costitutiva gran parte degli attaccanti) sarebbero stati uccisi nell'attacco del 6 febbraio. Il vicesindaco della città, Maksym Verbovs'kyj, dichiarò che le truppe russe stavano tentando di circondare la città da due lati, avanzando verso i villaggi limitrofi, ma che sarebbero state costrette a ripiegare dalle difese ucraine.
Nella seconda settimana di febbraio iniziò un'offensiva russa contro la linea difensiva ucraina. L'8 febbraio un'offensiva di carri armati, veicoli da combattimento e fanteria fallì con gravi perdite, tra cui la distruzione di quasi 30 fra veicoli blindati, IFV e carri armati. L'esercito ucraino annunciò che quasi l'intera 155ª Brigata fanteria di marina delle guardie sarebbe stata distrutta e che la Russia avrebbe perso 130 unità di equipaggiamento, tra cui 36 carri armati. Nello stesso annuncio affermarono anche che i russi avrebbero perso 150-300 marines al giorno nel corso della battaglia. Il generale Rustam Muradov, l'allora comandante del Distretto militare orientale e dell'offensiva di Vuhledar, fu accusato per il mancato raggiungimento dell'obiettivo. Il 13 febbraio un soldato russo della 3ª compagnia della 155ª Brigata disse che 500 soldati sarebbero stati uccisi durante un assalto e che lui era uno dei soli otto sopravvissuti della sua compagnia di 100 uomini. Il 15 febbraio Ben Wallace, Segretario di Stato per la difesa britannico, disse che oltre 1 000 truppe russe sarebbero state uccise in soli due giorni e che un'intera brigata russa sarebbe stata effettivamente "annientata".
In un video appello al Presidente russo Vladimir Putin pubblicato il 25 marzo 2023, circa 20 membri di un'unità incaricata di assaltare Vuhledar, identificata come Squadra d'assalto della 5ª Brigata fucilieri motorizzata, affermarono che i loro comandanti avrebbero utilizzato truppe anti-ritirata per costringerli ad avanzare. Dichiararono che fino a 304 dei suoi membri sarebbero stati uccisi, compreso il comandante della compagnia, e che 22 erano stati feriti.

### Scontri da febbraio 2023 a luglio 2024
L'Institute for the Study of War (ISW) ha valutato che tra il 15 e il 23 febbraio le forze russe avrebbero continuato a lanciare assalti su Vuhledar, anche se senza cambiamenti territoriali significativi. L'ISW affermò anche che elementi della 155ª Brigata fanteria di marina si sarebbero rifiutati di partecipare ad alcuni assalti. Alla fine di febbraio le truppe russe avevano perso così tanti carri armati e veicoli dalla prima battaglia che si limitarono ad attacchi di fanteria alla città. Parlando con il New York Times Vladyslav Bajak, un comandante della 72ª Brigata meccanizzata, affermò che molti contrattacchi ucraini sarebbero stati effettuati attraverso imboscate ai veicoli russi usando droni o aspettando che i carri armati fossero nel raggio d'azione dei missili anticarro ucraini.

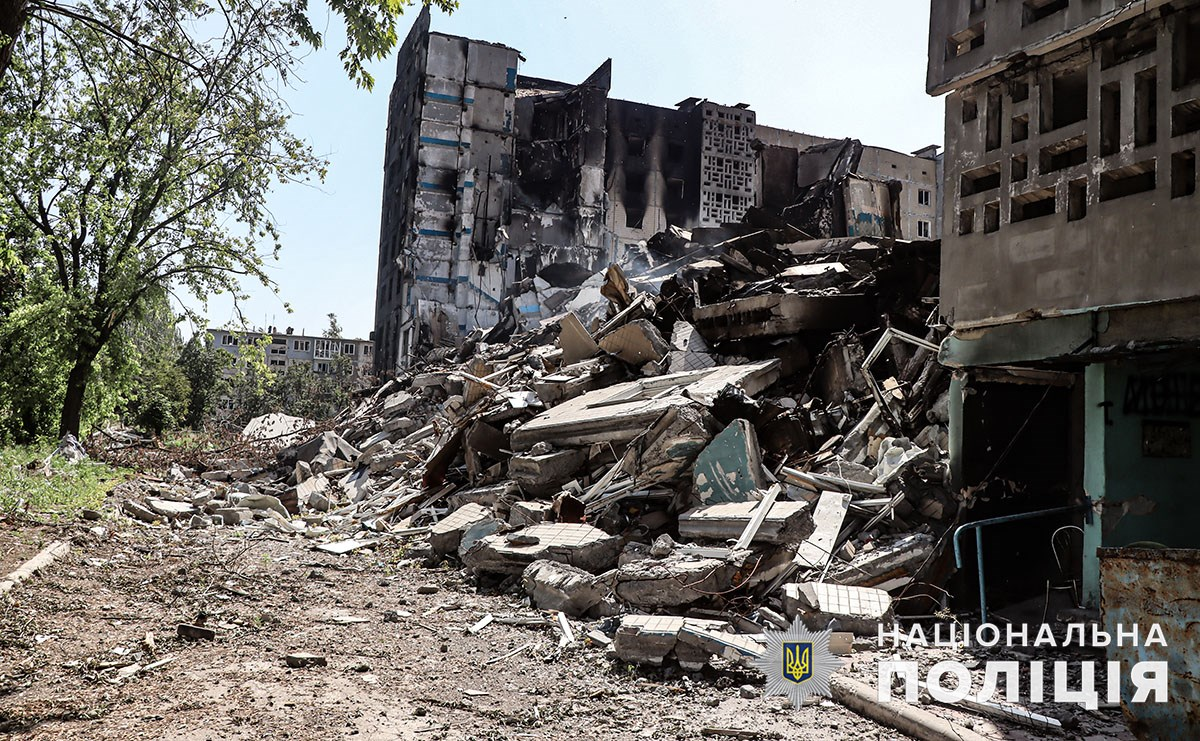
Edfici distrutti a Vuhledar, agosto 2023.

Nel marzo 2023 l'intelligence britannica affermò che i vertici militari russi non avevano abbandonato la prospettiva di catturare Vuhledar e che una seconda grande offensiva era plausibile. Il 14 marzo un soldato ucraino avrebbe trovato un taccuino apparentemente appartenente a un ufficiale russo ancora senza nome. Il taccuino sembrava fornire un conteggio giornaliero degli effettivi di un gruppo d'assalto delle dimensioni di un battaglione. Secondo gli appunti, il 2 marzo un centinaio di soldati avrebbe attaccato le posizioni ucraine. Solo 16 di loro sarebbero tornati indietro. Due giorni dopo 116 russi attaccarono, di cui 23 sarebbero sopravvissuti. Il 4 marzo 103 soldati avrebbero lasciato il loro campo, solo 15 sarebbero tornati indietro. Il giorno dopo, su 115 attaccanti, solo tre sarebbero tornati. Secondo gli appunti, quella singola formazione russa avrebbe perso 377 uomini in pochi giorni.
Il 3 aprile il Moscow Times riferì che il generale russo responsabile dell'offensiva di Vuhledar, Rustam Muradov, era stato licenziato. Il Ministero della difesa britannico all'epoca descrisse l'evento come "il licenziamento militare russo di più alto grado del 2023".
Il 21 aprile il comandante in capo ucraino Valerij Zalužnyj descrisse come le sue forze avevano nuovamente sconfitto la 155ª Brigata russa e che la 35ª Brigata fanteria di marina e la 56ª Brigata motorizzata avevano catturato più di venti marines russi durante un contrattacco. Tra il 26 e il 28 aprile le forze ucraine affermarono di aver distrutto almeno quattro carri armati T-80 e T-72 vicino a Nevel's'ke, una cittadina poco più a sud di Vuhledar.
Nel maggio 2023 i soldati ucraini in prima linea nei pressi di Vuhledar affermarono che le forze ucraine nell'area sarebbero state prive di armi pesanti e che le forze russe avrebbero avuto ancora un vantaggio numerico in termini di truppe e armamenti. Nello stesso periodo il Ministero della Difesa britannico dichiarò che la 155ª Brigata russa era stata "probabilmente ridotta allo stato di inefficacia in combattimento". Il 2 novembre 2023 la 155ª Brigata tentò nuovamente un assalto a Vuhledar, venendo sconfitta dalla 72ª Brigata ucraina. Secondo quanto riferito le perdite furono pesanti, con forse un migliaio di vite russe perse, insieme a 60 veicoli persi (compresi carri armati T-72B3 e T-80BV) rispetto ai 17 veicoli persi dagli ucraini, in un solo giorno.
Il 10 marzo 2024 le forze ucraine affermarono di aver respinto una colonna di veicoli russi. Il 4 maggio 2024 gli ucraini pubblicarono le foto di 32 veicoli russi danneggiati o distrutti a seguito di un assalto della 5ª Brigata corazzata delle guardie, della 37ª Brigata fucilieri motorizzata delle guardie e della 40ª Brigata fanteria di marina delle guardie. Anche se la data esatta dell'attacco non venne specificata, è probabile che fosse vicina alla data di pubblicazione, poiché alcuni dei veicoli erano "carri armati tartaruga", che la Russia iniziò a usare solo nelle settimane precedenti a maggio. Il 28 giugno 2024 le forze ucraine distrussero una colonna russa a Vuhledar che aveva attaccato, senza riuscire a tagliare la strada alla 72ª Brigata meccanizzata ucraina. La brigata dichiarò di aver messo fuori uso 16 carri armati T-80, 34 veicoli da combattimento e 19 motociclette, e di aver ucciso o ferito gravemente oltre 800 truppe russe nell'assalto.

### Nuova offensiva e cattura della città
Alla fine di agosto 2024 la Russia riprese le operazioni offensive verso Vuhledar, aumentando notevolmente i bombardamenti e lanciando grandi assalti corazzati in direzione della città. La 72ª Brigata meccanizzata ucraina dichiarò che questi attacchi sarebbero stati "tra i più intensi e con maggiore potenza di fuoco in più di un anno". Fonti russe affermarono che le forze russe sarebbero state in grado di conquistare le posizioni intorno alla miniera di carbone numero 1 a nord-est di Vuhledar entro il 1º settembre. Entro il 3 settembre le forze russe avrebbero catturato il villaggio di Prečistіvka, a ovest di Vuhledar, e sarebbero avanzate verso Vodjane, a nord-est di Vuhledar. Fonti russe affermarono che le avanzate facevano parte di un tentativo di accerchiamento delle truppe ucraine a Vuhledar. Le forze russe catturarono Vodjane l'8 settembre. Alcuni dei difensori di Vuhledar sarebbero stati trasferiti al fronte vicino a Pokrovs'k.
Il vice comandante della 72ª Brigata meccanizzata si lamentò con i corrispondenti di guerra del fatto che le sue truppe mancavano di difese aeree e sarebbero state "esauste" perché non avrebbero avuto nessuna rotazione dal febbraio 2022. Il 22 settembre la minaccia di accerchiamento si aggravò per le truppe ucraine di stanza nella città, poiché le forze russe continuavano ad avanzare verso da tutte le direzioni, impadronendosi dell'ultimo accesso al centro abitato. Un analista militare ucraino dichiarò che Vuhledar era "praticamente circondata" e "potrebbe cadere nel giro di pochi giorni". Le forze russe iniziarono a prendere d'assalto Vuhledar nei giorni successivi, entrando nella città stessa da est, ed intensificando gli attacchi con bombe plananti. Il comandante della 72ª Brigata meccanizzata venne nel frattempo trasferito in un'altra posizione, in un momento in cui la situazione della brigata a Vuhledar stava peggiorando.
Ulteriori avanzamenti lungo il fianco occidentale di Vuhledar a nord-est da Prečistіvka e a nord da Pavlivka consentirono alle forze russe di entrare simultaneamente in città da ovest e da est entro il 30 settembre, esercitando ulteriore pressione e minacciando di accerchiare completamente le restanti truppe ucraine nel centro di Vuhledar. Un soldato ucraino che difendeva la città parlò della diminuzione dei rifornimenti e di come il quasi accerchiamento della città avrebbe reso necessario l'utilizzo di piccoli gruppi di soldati per fuggire da Vuhledar, e che queste azioni sarebbero costate perdite. Il Kyiv Post riferì che i soldati della 123ª Brigata di difesa territoriale, inviati come rinforzo della 72ª Brigata meccanizzata, avrebbero disertato le loro posizioni, causando un effetto negativo sul morale e peggiorando la difesa della città mineraria. Il 1º ottobre il capo dell'amministrazione militare dell'oblast' di Donec'k, Vadym Fіlaškyn, riferì che le truppe russe stavano combattendo nel centro della città. La città fu conquistata il giorno stesso. Il Gruppo operativo-strategico "Chortycja" annunciò la ritirata il giorno successivo. Il 2 ottobre il comandante del 186º Battaglione della 123ª Brigata ucraina che difendeva Vuhledar, Ihor Hryb, venne dichiarato morto e fu avviata un'indagine per determinare le circostanze del decesso. Il Ministero della difesa russo annunciò ufficialmente la cattura della città, chiamata Ugledar in russo, il 3 ottobre.

## Impatto
Nel febbraio 2023 il vicesindaco Verbovs'kyj dichiarò che Vuhledar era "stata distrutta", con "il cento per cento degli edifici danneggiati"; nella città, prima della guerra popolata da 15 000 abitanti, erano rimasti meno di 500 civili e un solo bambino. A causa dei danni subiti la città non disponeva più di acqua corrente né di elettricità e, a febbraio, i civili erano costretti a raccogliere l'acqua piovana per bere.
A giugno 2023 Radio Free Europe riferì che 60 civili, tra cui tre bambini, sarebbero stati uccisi dall'inizio dei combattimenti a Vuhledar. Il 26 ottobre 2023 l'Institute for the Study of War, un think tank statunitense, valutò che le perdite di mezzi corazzati russi intorno a Vuhledar avrebbero impedito al comando russo di impegnarsi in assalti meccanizzati in altre zone dell'Ucraina nella primavera e nell'inverno del 2023.

## Analisi
Vuhledar si trova su un'altura sopra l'autostrada T0509, importante dal punto di vista operativo, tra Velyka Novosilka e Novotrojic'ke, ed è fondamentale per il controllo degli scontri sull'autostrada. I funzionari ucraini definirono la battaglia di Vuhledar "la più grande battaglia di carri armati della guerra", con oltre 130 carri armati e APC russi danneggiati o distrutti nel corso della battaglia. Gli analisti ritenevano che molte delle perdite russe e di equipaggiamento sarebbero dovute alla composizione delle brigate russe, composte prevalentemente da reclute mobilitate non addestrate. Nel marzo 2023 gli esperti militari dichiararono al Wall Street Journal che le pesanti perdite russe indicavano che i soldati probabilmente mancavano di autonomia per adattarsi agli eventi sul campo di battaglia, forse in combinazione con lo scarso addestramento delle truppe mobilitate di recente. Ad ottobre 2024 il Daily Telegraph dichiarò che la vittoria russa nella battaglia sarebbe stata la più significativa dalla cattura di Avdiïvka nel febbraio 2024.